# 1299 هـ
1299 هـ هي سنة في التقويم الهجري امتدت مقابلةً في التقويم الميلادي بين سنتي 1881 و1882.

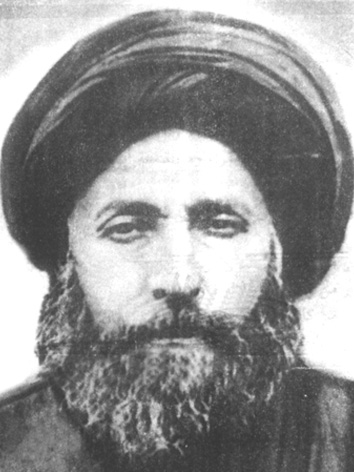
حسن محمود الأمين

## أحداث
- الأمام عبد الله بن فيصل بن تركي آل سعود يعلن عن اعتراف تولي الخديوي توفيق الحكم.
- الخديوي توفيق يعتبر الدولة السعودية الثانية دولة صديقة لمصر وتحسن العلاقات كثيرا بين الدولتين.
- أخر عام من القرن الثالثة عشر هجري.

## مواليد
- أحمد عزة الأعظمي - مؤرخ وكاتب وسياسي وصحفي عراقي.
- الملك عبد الله الأول بن الحسين مؤسس المملكة الأردنية الهاشمية
- جورج صوايا
- جرجي نقولا باز
- حسن محمود الأمين
- سعود الكبير بن عبد العزيز بن سعود آل سعود
- صدر الدين الصدر
- عبد الرحمن الجزيري
- عبد الوهاب طلس
- عنايت خان
- فنسنك
- فيصل الدويش
- محمد بن عبدالعزيز الجاركي
- محمد فؤاد عبد الباقي
- محمد نافع المصرف
- ندرة حداد
- ياسين الهاشمي

## وفيات
- إدوارد هنري بالمر
- تشارلز داروين
- شربونو
- إبراهيم فصيح الحيدري
- محمد عليش